# Gigi Proietti
Gigi Proietti (Róma, 1940. november 2. – Róma, 2020. november 2.) olasz színész.

## Fontosabb filmjei
Mozifilmek
- Beszéljünk a nőkről (Se permettete parliamo di donne) (1964)
- La matriarca (1968)
- A találka (The Appointment) (1969)
- Gli ordini sono ordini (1972)
- Le farò da padre (1974)
- Conviene far bene l'amore (1975)
- A Ferramonti-örökség (L'eredità Ferramonti) (1976)
- Esküvő (A Wedding) (1978)
- Ki öli meg Európa nagy konyhafőnökeit? (Who Is Killing the Great Chefs of Europe?) (1978)
- D'Artagnan lánya (La fille de d'Artagnan) (1994)

Tv-filmek
- Le tigri di Mompracem (1974)
- A színész, a színésznő és a gyerek (Un figlio a metà) (1992)
- A színész, a színésznő és a gyerek egy év múlva (Un figlio a metà un anno dopo) (1994)
- Ínyenc történet (Mai storie d'amore in cucina) (2004)
- A mennyországot választom (Preferisco il paradiso) (2010)
- Nyugdíjas szélhámos (Il signore della truffa) (2010)

Tv-sorozatok
- Villa Arzilla (1990–1991, 20 epizódban)
- Szenvedélyek (Passioni)(1993)
- Egy különösen bonyolult ügy (L'avvocato Porta) (1997)
- Rocca parancsnok (Il maresciallo Rocca) (1996–2005, 28 epizódban)